# Okocim (gmina)
Okocim – dawna gmina wiejska istniejąca w latach 1934–1954 w woj. krakowskim (dzisiejsze woj. małopolskie). Siedzibą władz gminy był Okocim.
Gmina zbiorowa Okocim została utworzona 1 sierpnia 1934 roku w powiecie brzeskim w woj. krakowskim z dotychczasowych jednostkowych gmin wiejskich: Jadowniki, Jasień, Okocim, Poręba Spytkowska i Słotwina-Brzezowiec.
1 stycznia 1951 z gminy Okocim wyłączono gromadę Słotwina-Brzezowiec oraz części gromad  Jadowniki, Jasień i Okocim, włączając je do Brzeska.
Według stanu z dnia 1 lipca 1952 roku gmina składała się z 4 gromad: Jadowniki, Jasień, Okocim i Poręba Spytkowska.
Gmina została zniesiona 29 września 1954 roku wraz z reformą wprowadzającą gromady w miejsce gmin. Jednostki nie przywrócono 1 stycznia 1973 roku po reaktywowaniu gmin.